# Roubaix

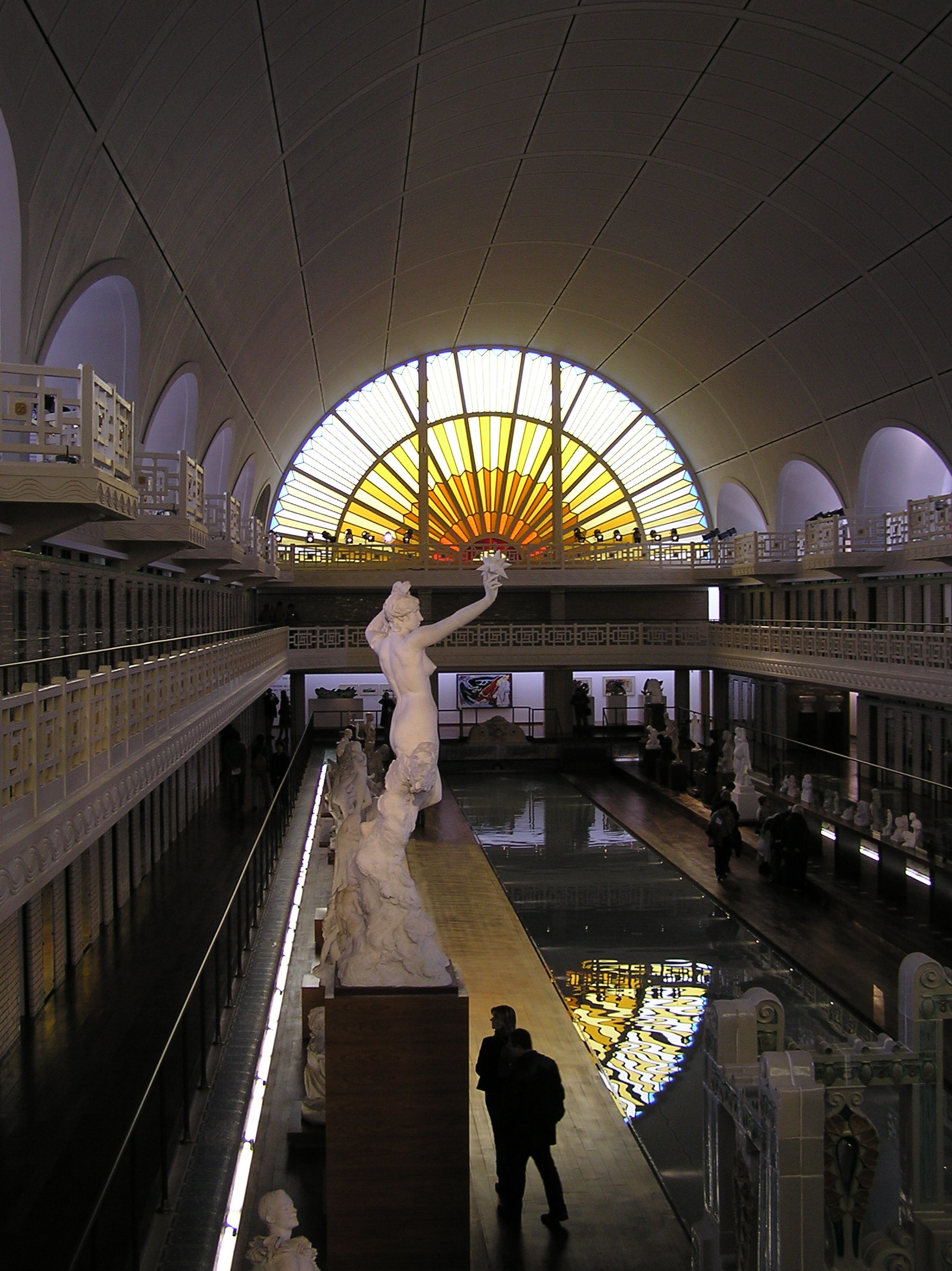
"Musée d'art et d'industrie"
("La Piscine")

Roubaix é uma comunidade francesa, localizada no departamento do Norte, na região dos Altos de França.
Com uma população de quase 96 mil habitantes, Roubaix é a terceira maior cidade da região dos Altos de França, formando, juntamente com Lille, Tourcoing, Villeneuve-d'Ascq e outras 86 localidades, a Região Metropolitana de Lille, que conta com cerca de 1,2 milhão de habitantes. Se incluirmos as cidades belgas de Mouscron, Courtrai, Tournai e Menin, a região totaliza cerca de 1.940.000 habitantes.
A cidade está localizada próxima da fronteira com a Bélgica.

## Património
- Monumento à memória de Jules Guesde, socialista francês (1925).

## Geminação
| - Bradford, Reino Unido, (1969) - Mönchengladbach, Alemanha, (1969) - Verviers, Bélgica, (1969) - Escópia, República da Macedónia, (1973) - Prato, Itália, (1981) | - Sosnowiec, Polônia, (1993) - Covilhã, Portugal, (2000) - Bouira, Argélia, (2003) - Qabatiya, Palestina (2012) - São Luis (Maranhão), Brasil (2019) |